# Cratere Shawnee
Shawnee  è un cratere sulla superficie di Marte.